# Лаура О'Коннелл Рапіра
Лаура О'Коннелл Рапіра (1988 р.н.) — лідерка, ораторка і громадська активістка з Аотеароа у Новій Зеландії. Вона виступає за рівність навколо етнічної приналежності, гендеру та ЛГБТІАК, довкілля та політичної влади для молоді.

## Біографія
О'Коннелл Рапіра народилася в Таранакі, а пізніше переїхала до Західного Окленда, де відвідувала середню школу Грін-Бей. Вона є маорі з іві Те Атіава, Нгапухі, Те Рарава та Нґаті Вакауе. Вона була долучена працювати на великих фестивалях у Сполученому Королівстві і продовжила працювати як на фестивалі в Гластонбері, так і на Secret Garden Party.
Будучи молодою особою, вона була частиною програми для ініціатив соціального підприємництва. Тому у 2014 році О'Коннелл Рапіра стала співзасновницею організації RockEnrol, створеної для заохочення молоді брати участь у голосуванні на загальних виборах Нової Зеландії.
Коли жила у Сполученому Королівстві, О'Коннелл Рапіра займала посади в Грінпісі і Оксфамі. У 2012 році О'Коннелл Рапіра підвищила обізнаність про навколишнє середовище у своєму районі Західного Окленда, запропонувавши створити центр екологічної освіти та екологічний ретрит.
У 2014 році вона стала директором кампаній в організації соціальної справедливості ActionStation, де зосереджується на цифрових кампаніях. У листопаді 2020 року зайняла посаду виконавчого директора з розбудови потенціалу в Фонді молодих австралійців.
О'Коннелл Рапіра є авторкою новозеландського новинного сайту The Spinoff.

### Визнання
У 2017 році була номінована на премію Te Whetū Maiangi Award for Young Achievers.

## Особисте життя
О'Коннелл Рапіра ідентифікує себе як дивну бісексуалку і відверто каже, що це спонукало її до пошуку соціальної справедливості та рівності в суспільстві. Її особистість і позиція щодо багатьох сфер зробили її мішенню для цькування в Інтернеті.

## Зовнішні посилання
- Виступ О'Коннелла Рапіри на події 2014 року під назвою «Фестиваль майбутнього» https://vimeo.com/106451253 [Архівовано 6 травня 2022 у Wayback Machine.]